# Polyacme subgriseata
Polyacme subgriseata är en fjärilsart som beskrevs av W. Warren 1903. Polyacme subgriseata ingår i släktet Polyacme och familjen mätare. Inga underarter finns listade i Catalogue of Life.